# Episodi di Buongiorno, mamma! (prima stagione)
La prima stagione della serie televisiva Buongiorno, mamma!, composta da 12 episodi, è stata trasmessa in prima visione su Canale 5 dal 21 aprile al 27 maggio 2021 in sei prime serate.
| n° | Titolo                      | Prima TV Italia |
| -- | --------------------------- | --------------- |
| 1  | Buongiorno mamma            | 21 aprile 2021  |
| 2  | Di padre in figlio          | 21 aprile 2021  |
| 3  | Per sempre                  | 28 aprile 2021  |
| 4  | Tutto su mia madre          | 28 aprile 2021  |
| 5  | Buongiorno Papà             | 5 maggio 2021   |
| 6  | Per chi batte il tuo cuore  | 5 maggio 2021   |
| 7  | Per salvare la mia famiglia | 11 maggio 2021  |
| 8  | Crash                       | 11 maggio 2021  |
| 9  | Nata due volte              | 19 maggio 2021  |
| 10 | Il matrimonio               | 19 maggio 2021  |
| 11 | Il movente                  | 27 maggio 2021  |
| 12 | Come nelle favole           | 27 maggio 2021  |

## Buongiorno mamma
- Diretto da: Giulio Manfredonia
- Scritto da: Elena Bucaccio

### Trama
L'insegnante-preside Guido Borghi ha quattro figli: Francesca, Jacopo, Sole e Michele (detto Michelino), avuti con Anna Della Rosa, fotografa di buona famiglia. La donna si trova da sette anni in coma nel letto di casa sua a causa di un'emorragia cerebrale di cui non si è mai saputa la reale causa.
Nel mezzo di una discussione di famiglia riguardo alle condizioni della donna, Anna ha un'improvvisa complicazione e viene portata in ospedale per poi essere dimessa dopo poco. Lucrezia, sua madre, decide però di non sostenere più le spese per le sue cure.
Guido non ha i soldi per assumere un'infermiera specializzata e decide di dare un'altra chance ad Agata, una misteriosa ragazza cresciuta passando da una casa-famiglia all'altra che ha perso sua madre, Maurizia Scalzi, sparita quindici anni prima secondo lei per colpa proprio della sua amica Anna. La ragazza per scoprire la verità inizierà anche a fare domande insistenti ai figli di Borghi. Anche il vicequestore Vincenzo Colaprico sta indagando sulla scomparsa della Scalzi nonostante la chiusura del caso e avvicina Agata la quale ora sa che la madre aveva avuto una relazione con Borghi.
- Altri interpreti: Antonio Fornari (direttore de L'ora di Trastevere), Matteo Palmiero (Ricci), Alessandro Stella, Tancredi Testa (Jacopo a 11 anni), Elisa Miccoli (Sole a 9 anni), Goffredo Maria Bruno (medico di Anna)
- Ascolti: telespettatori 3 871 000 – share 18,00%[4]

## Di padre in figlio
- Diretto da: Giulio Manfredonia
- Scritto da: Elena Bucaccio

### Trama
Guido fa la conoscenza di Miriam Castellani, la nuova insegnante di sostegno e nel frattempo è alle prese con la ribellione di suo figlio Jacopo che cerca di mettere in riga. Spinto dal padre, il ragazzo sarà costretto ad occuparsi di Greta, un'ex campionessa di tuffi in sedia a rotelle.
Guido, poi, visti i problemi economici a cui la sua famiglia è andata incontro dal momento che Lucrezia ha deciso di non aiutarli più, tenta di sbloccare un fondo fiduciario che Anna aveva istituito per i loro figli, ma nel momento in cui si reca in banca per riscuotere il denaro, Guido scopre una realtà che non gli piacerà per niente: Anna aveva già ritirato il fondo destinato ai ragazzi senza dirgli nulla.
- Altri interpreti: Micol Pavoncello (dipendente casa famiglia L'albero dei sogni), Maria Luisa D'Amico (vicina di casa di Maurizia), Giulia De Felici (Agata a 13 anni), Antonio Fornari (direttore de L'ora di Trastevere), Stefano Verticchio.
- Ascolti: telespettatori 3 871 000 – share 18,00%[4]

## Per sempre
- Diretto da: Giulio Manfredonia
- Scritto da: Elena Bucaccio

### Trama
Guido inizia a frequentare il gruppo per il superamento del lutto, incrociando anche la collega Miriam che cerca di tenere distante da lui, nel frattempo cerca di capire che fine abbiano fatto i soldi della moglie.
La famiglia è in fermento per l'imminente matrimonio di Francesca e Piggi; la ragazza però continua ad imbattersi in Armando, amico del suo fidanzato che una sera aveva baciato.
Sole sta vivendo un momento di profonda confusione. Infatti, dopo essersi recata ad una festa, alla quale si era ubriacata per poi arrivare a baciare un ragazzo misterioso, si ritrova nelle condizioni di non ricordare più nulla di quanto è accaduto. Successivamente, ricorda che era sbronza, ed è finita a letto con Federico, amico di suo fratello Jacopo. Nel passato Anna è prossima al matrimonio con Umberto, ragazzo di buona famiglia, ma l'incontro con Guido dopo due anni dal primo bacio cambia tutte le carte in tavola.
- Altri interpreti: Lorenzo Lancellotti (Umberto), Edoardo Tognazzi (ex fidanzato di Greta), Matilde Piana (responsabile casa famiglia L'albero dei sogni), Rossella Indraccolo (organizzatrice gruppo superamento del lutto), Elisabetta Ventura (Elisabetta, segretaria di Guido)
- Ascolti: telespettatori 3 464 000 – share 16,20%[5]

## Tutto su mia madre
- Diretto da: Giulio Manfredonia
- Scritto da: Elena Bucaccio

### Trama
Come temeva, Sole scopre di essere rimasta incinta. All'inizio è indecisa su cosa fare, ma grazie al supporto di Agata, ai suoi consigli e a un segnale che in qualche modo Anna cerca di mandarle, decide di far nascere il bambino senza però avere le idee chiare se tenerlo con sé o darlo in adozione. Dopo averne parlato quindi con Agata e la sorella Francesca, troverà il coraggio di dirlo anche a suo padre Guido.
Nel frattempo Colaprico alla casa famiglia scopre che Agata è figlia di Maurizia Scalzi; i due iniziano quindi a collaborare per scoprire la verità sulla scomparsa della donna.
Nel passato Anna era rimasta accanto alla sua migliore amica Maurizia, quando, appena diciassettenne, aveva scoperto di aspettare un bambino da un uomo sposato.
- Altri interpreti: Giulia De Felici (Agata a 13 anni), Diletta Maria Miele (Francesca bambina), Benedetta Corà (mamma Maurizia)
- Ascolti: telespettatori 3 464 000 – share 16,20%[5]

## Buongiorno Papà
- Diretto da: Giulio Manfredonia
- Scritto da: Elena Bucaccio

### Trama
Guido accompagna Sole a fare la visita dalla ginecologa, la dottoressa Billi, la quale spinge per sapere chi sia il padre del bambino e vuole coinvolgere i servizi sociali. La ragazza rifiuta pure la borsa di studio a Bruxelles per non pesare sulla famiglia. Nel frattempo Colaprico vuole far riaprire il caso e ha bisogno della collaborazione di Agata al riguardo. Mentre Sole si sente particolarmente distaccata da Francesca, che fatica a starle accanto in un momento così delicato come la gravidanza, la complicità con Agata cresce sempre di più. L'intesa tra la sorella e l'infermiera scatena la già accesa gelosia di Francesca, invidiosa perché non è mai riuscita ad avere un rapporto così stretto con Sole, e unita a dei strani ricordi legati al passato la porta ad avere dei sospetti sul passato della terzogenita di casa Borghi. Anche Guido ha difficoltà a stare vicino alla figlia, tormentato dalla paura che una misteriosa verità che il fascicolo aperto dagli assistenti sociali per Sole potrebbe far venire a galla.
Nel passato Guido rivive i momenti in cui, faticosamente e senza soldi, lui e Anna si prendevano cura dei loro bimbi.
- Altri interpreti: Diletta Maria Miele (Francesca bambina), Livia Cascarano (signora Gianna)
- Ascolti: telespettatori 3 474 000 – share 16,50%[6]

## Per chi batte il tuo cuore
- Diretto da: Giulio Manfredonia
- Scritto da: Elena Bucaccio e Lea Tafuri

### Trama
Per ringraziarla di tutto ciò che sta facendo con Anna, Sole e in generale tutta la sua famiglia, Guido sprona Agata a diventare una vera infermiera e la iscrive a sua insaputa al corso di infermiera specializzata.
A sorpresa si presenta a casa Borghi Stefano Masini, vecchia fiamma di Agata; i due ricominciano a frequentarsi, ma Guido la mette in guardia circa i precedenti penali dell'ex fidanzato e i due hanno una brusca discussione.
Agata in pubblico rimprovera duramente Federico che non vuole assumersi le sue responsabilità. Dopo questo episodio il ragazzo riflette sulle parole di Agata e sentendosi in colpa decide di parlare con Sole. Poco dopo, rientrata a casa, Agata trova Guido ad aspettarla, che le chiede scusa per averla giudicata e la sprona a studiare per l'esame facendole capire che tutti loro hanno fiducia in lei. Stefano viene respinto da Agata, che cambia idea sul trasferimento in Messico insieme al ragazzo, e davanti alle sue insistenze per convincerla interviene Guido che gli tira un pugno in faccia mettendolo in fuga.
Grazie alla preparazione di Guido, Agata passerà l'esame; Borghi però fuori dall'aula sente l'insegnante chiamarla con il suo vero cognome: Scalzi. Nel passato Maurizia mette al mondo Agata e Anna tenta di aiutarla come può con la piccola, ma le prime difficoltà da neomamma non tardano ad arrivare.
- Altri interpreti: Marco Rossetti (Stefano Masini), Micol Pavoncello (dipendente casa famiglia L'albero dei sogni), Alessandra Sforza (Agata bambina), Fabrizio Nevola (Pusher di Maurizia), Vincenzo Ianni
- Ascolti: telespettatori 3 474 000 – share 16,50%[6]

## Per salvare la mia famiglia
- Diretto da: Giulio Manfredonia
- Scritto da: Alessandro Sermoneta

### Trama
Agata ha superato l'esame e decide di organizzare una festa di compleanno a sorpresa per Guido insieme ai suoi figli; Francesca però è gelosa delle attenzioni che la ragazza riserva a suo padre. Sole invece si vergogna di andare a scuola perché si inizia a vedere la pancia ma a rassicurarla c'è Agata che insieme a lei cerca di trovare una soluzione per farla sentire meno a disagio.
Guido intanto riceve delle informazioni su Agata dall'amico PM Sanvito e fa un tentativo anche con la direttrice della casa famiglia. La festa viene rovinata dalla presenza del padre di Guido. Quest'ultimo racconterà poi ad Agata il perché di questo malessere: da bambino aveva cercato di accoltellare il padre poiché picchiava spesso sua madre.
- Altri interpreti: Micol Pavoncello (dipendente casa famiglia L'albero dei sogni), Alessandra Sforza (Agata bambina), Matilde Piana (responsabile casa famiglia L'albero dei sogni), Alfredo Pea, Sara Putignano (mamma di Guido), Andrea Arru (Guido a 12 anni)
- Ascolti: telespettatori 3 255 000 – share 15,70%[7]

## Crash
- Diretto da: Giulio Manfredonia
- Scritto da: Elena Bucaccio e Lea Tafuri

### Trama
Quando viene a sapere che l'indagine è stata riaperta, Guido fa capire ad Agata che l'ha scoperta e la manda via comunicandole poi che la terrà in casa finché non avrà trovato un'altra infermiera. Colaprico dice ad Agata che Guido aveva avuto una relazione clandestina con sua madre, ma lei non vuole credergli.
Francesca decide di affrontare Piggi dato che continua a vedersi con il suo amico Armando, Sole sorprende Federico in casa con la sua ex e scappa in lacrime. Colaprico si lascia andare baciando Agata, confessando poi di aver avuto un flirt anche con sua madre dopo essere stata abbandonata da Guido; quest'ultimo intanto inizia a frequentarsi con la collega Miriam.
Sconvolta per aver visto Federico insieme a Ludovica, Sole ruba la macchina del patrigno di Federico e si mette alla guida pur non avendo la patente. Contemporaneamente Agata, scioccata per aver scoperto della relazione tra Colaprico e Maurizia ha un incidente. Quando scende dall'auto per andare a controllare cosa era successo fa un'amara scoperta: nell'altra macchina c'è Sole.
Nel passato muore la mamma di Maurizia e quest'ultima, disperata, chiama Anna che le corre in aiuto. Così le due amiche, dopo sette anni dal litigio che le aveva allontanate, si riavvicinano.
- Altri interpreti: Guido Roncalli (Giudice PM Sanvito), Giulia De Felici (Agata a 13 anni), Alessandra Sforza (Agata bambina), Lucia Ricalzone (infermiera Matilde)
- Ascolti: telespettatori 3 255 000 – share 15,70%[7]

## Nata due volte
- Diretto da: Giulio Manfredonia e Matteo Mandelli
- Scritto da: Elena Bucaccio, Alessandro Sermoneta e Giovanni Di Giamberardino

### Trama
Dopo l'incidente Sole è in condizioni gravissime e viene soccorsa da Agata. In ospedale, credendo che fosse stata quest'ultima a provocare l'incidente, in preda alla rabbia Guido e Francesca la accusano di essere come sua madre e di aver rovinato la loro famiglia. Agata, in preda ai sensi di colpa per le parole che Sole le aveva detto qualche giorno prima, e reputando la ragazza una sua "vittima", per proteggerla non dice loro la verità. La situazione sembra essersi stabilizzata quando un'emorragia interna complica improvvisamente le cose. Sole ha bisogno di una trasfusione ma il gruppo sanguigno è 0-rh negativo e solo una persona può donarglielo: si tratta di Agata, che però dopo essere stata dimessa lascia Bracciano per ricominciare una nuova vita. La vita di Sole è quindi più che mai appesa a un filo ma il tempestivo intervento di Agata che nel frattempo ha saputo delle gravi condizioni in cui versa l'amica riesce a fare la differenza tra la vita e la morte. Guido viene informato da Colaprico che Agata si è presa ingiustamente la colpa e che in realtà è stata Sole a causare l'incidente all'incrocio, come dimostrano le telecamere. Grato per aver salvato la vita di sua figlia e per essersi presa una colpa che fondamentalmente non aveva, Guido chiede ad Agata di tornare a casa Borghi.
Nel passato Guido e Anna vengono messi di fronte ad un grande dolore: all'ottavo mese di gravidanza, a causa di un'asfissia fetale hanno infatti perso Sole, la bambina che aspettavano. Distrutto del dolore Guido esce a prendere un po' d'aria nel cortile dell'ospedale ed è proprio lì che incontra Maurizia, all'ottavo mese di gravidanza ma in condizioni pietose e si offre di aiutarla come può, ma Maurizia interpreta la bontà d'animo di Guido in modo totalmente errato e la situazione precipita rapidamente.
- Altri interpreti: Livia Cascarano (signora Gianna), Giusy Frallonardo (mamma Federico), Stefano Sparapano (Umberto Rossi, patrigno Federico), Efisio Sanna (dott.Giovanni), Rossella Gardini (signora in bus con Agata)
- Ascolti: telespettatori 3 402 000 – share 15,60%[8]

## Il matrimonio
- Diretto da: Giulio Manfredonia e Matteo Mandelli
- Scritto da: Elena Bucaccio, Alessandro Sermoneta e Giovanni Di Giamberardino

### Trama
Colaprico mette Guido alle strette: se non chiarirà ciò che è successo a Maurizia Scalzi quindici anni prima farà partire una segnalazione ai servizi sociali riguardo la condizione dei suoi figli. Guido chiede aiuto alla suocera per far allontanare il vice questore grazie alle sue amicizie; la donna in cambio vuole che Sole vada a vivere a casa sua ora che sta per diventare mamma. Agata vuole aiutare Guido a difendersi dal poliziotto ammettendo di averlo assecondato inizialmente.
Sole, uscita dall'ospedale, chiede aiuto all'amico Greg perché dopo l'incidente si sente in colpa per aver messo a rischio la vita del bambino e, non sapendo come fare, vorrebbe darlo in adozione. Greg le confessa di essere innamorato di lei fin dall'asilo e lei rimane sorpresa.
Jacopo promette di stare vicino a Greta ma questa scopre dal medico che in seguito all'incidente in piscina non potrà tornare a camminare e così tenta il suicidio.
Guido viene sorpreso da Sole, mentre bacia Miriam e lei sconvolta scappa. Il questore decide di rimandare in Calabria Colaprico per i troppi errori commessi e per essersi avvicinato troppo ad Agata. Quest'ultima trova un libro che Anna aveva regalato a Guido con la dedica "Al mio genio ribelle-Anna" e capisce che i suoi sospetti potrebbero effettivamente avere un reale fondamento ("Genio ribelle" è infatti il soprannome che Maurizia aveva dato al suo presunto amante e tutti gli indizi riconducevano a Guido).
Nel passato Guido e Anna decidono di prendersi un po' di tempo per loro per parlare dell'evento terribile che li aveva colpiti andando per qualche giorno via da Bracciano, ma proprio poco prima della partenza qualcuno bussa alla loro porta: è Maurizia, che ormai giunta quasi al termine della gravidanza chiede loro aiuto e ospitalità.
- Altri interpreti: Matteo Palmiero (Ricci), Livia Cascarano, (signora Gianna), Giusy Frallonardo (mamma Federico), Stefano Sparapano (Umberto Rossi, patrigno Federico), Lorenza Sorino (mamma Greta), Massimiliano Pazzaglia (questore Giorgi)
- Ascolti: telespettatori 3 402 000 – share 15,60%[8]

## Il movente
- Diretto da: Giulio Manfredonia e Matteo Mandelli
- Scritto da: Elena Bucaccio

### Trama
Colaprico chiede ad Agata di trovare il movente che avrebbe spinto Guido ad uccidere sua madre.
Francesca, Jacopo e Sole sono scossi per la sua relazione con la professoressa di sostegno e Sole va a stare dalla nonna per qualche giorno.
Una vecchia amica di Maurizia, Gioia Giraldi, racconta al vicequestore Vincenzo Colaprico di aver sentito Guido minacciare la donna e di averlo poi visto andare al casale poco prima dell'incendio in cui si presume che sia morta.
- Altri interpreti: Lorenza Sorino (mamma Greta), Flavia Toti Lombardozzi (dipendente casa famiglia Casa della Gioia)
- Ascolti: telespettatori 3 855 000 – share 19,50%[9]

## Come nelle favole
- Diretto da: Giulio Manfredonia e Matteo Mandelli
- Scritto da: Elena Bucaccio

### Trama
Guido viene arrestato da Colaprico e, non fornendo spiegazioni durante l'interrogatorio, il GIP gli nega la revoca della custodia cautelare. Agata scopre che il padre di Guido si adoperò per fargli ottenere un certificato di nascita falso per Sole.
In carcere Guido le svela che Maurizia, avendo problemi di droga, partorì di nascosto in casa sua, che Anna perse la bambina che aspettava all'ottavo mese di gravidanza e che in ospedale incontrarono Maurizia che stava all'ottavo mese di gravidanza anche lei. Viste le sue condizioni non proprio adatte ad una donna incinta Guido le offre il suo aiuto senza dire nulla ad Anna, ancora sotto shock per la perdita della sua bambina. Maurizia partorisce in casa di Anna, e temendo che i servizi sociali le portassero via la bimba in quanto poco prima aveva fumato, non vuole andare in ospedale.
Anna nel frattempo va in banca e preleva tutti i soldi del fondo fiduciario che aveva istituito per i figli, e lo dà a Maurizia facendosi promettere in cambio che si sarebbe presa cura della bambina, ma lasciata casa Borghi si reca immediatamente da Melchiorri, il suo vecchio pusher di quando era giovane. Anna lo scopre e su tutte le furie si reca al casale, dove ha una furiosa litigata con Maurizia. Poco dopo, pentita per quello che era successo, va di nuovo al casale dove trova Maurizia strafatta. Le due amiche hanno nuovamente una brutta discussione in cui si rimproverano gli errori passati: Maurizia le rinfaccia di averle portato via Guido, mentre Anna dal canto suo le ricorda gli sbagli commessi nei confronti della figlia Agata, giurando di non lasciarle distruggere anche la vita della neonata. Capendo di non poter fare più niente per salvare l'amica, decide di salvare almeno la vita della bambina che porta via con sé mettendola in salvo e mantenendo di fatto la promessa fatta poco prima a Maurizia. A guidare l'auto vista da Gioia Giraldi era proprio Anna e Guido, una volta scoperto cosa aveva fatto Anna, temendo delle possibili ripercussioni legali torna al casale per tentare di parlare con Maurizia e spiegarle cosa era successo, ma lo trova in fiamme e quindi non ha potuto salvarla.
Agata intuisce che sua madre aveva una relazione con il vicequestore, che lui è il padre di sua sorella e che era al casolare prima dell'incendio; messo alle strette, Vincenzo ammette di averla vista prima dell'incendio. Agata convince poi Gioia a ritrattare la sua testimonianza e così Guido torna a casa. La ragazza scopre inoltre che i soldi che Anna aveva ritirato dal fondo fiduciario li aveva dati a Maurizia per garantire un futuro migliore a Sole ma l'amica li avrebbe poi spesi tutti in droga.
Tornato a casa e ormai sicuro dell'amore che prova per Anna, Guido decide di rinnovare i voti nuziali con la moglie per la gioia dei loro figli e in generale di tutta la famiglia, Agata compresa.
Francesca decide di lasciare Piggi per il suo amico Armando, prima del matrimonio.
Jacopo, che inizialmente asseconda Greta circa la sua richiesta di andare in una clinica svizzera per mettere fine alla sua vita, decide infine di portarla in Norvegia.
Agata per proteggere Sole dall'amara verità decide di non dirle nulla riguardo alla sua scoperta e temendo di non poter reggere questo peso vuole lasciare almeno temporaneamente casa Borghi, ma è proprio la stessa Sole a chiederle di rimanere, facendo leva sul grande affetto che prova nei confronti della sorella, per sostenerla ancora con la gravidanza. Agata non può che accettare e capisce che il suo posto è a casa Borghi, accanto a Sole, che le confida di aver scelto di stare da sola per prepararsi a diventare mamma e potersi dedicare completamente a sé stessa e all'arrivo del bambino. Nel finale si scopre che Anna, poco prima di finire in coma, aprendo la porta di casa con in braccio il piccolo Michelino, si era ritrovata davanti Maurizia, evidentemente sopravvissuta all'incendio, rimanendone visibilmente sconvolta.
- Altri interpreti: Matteo Palmiero (Ricci), Edoardo Tognazzi (ex fidanzato Greta), Elisa Miccoli (Sole a 9 anni), Guido Roncalli (PM Sanvito), Fabrizio Nevola (Pusher di Maurizia) Dado Coletti (GIP)
- Ascolti: telespettatori 3 855 000 – share 19,50%[9]